# Claudio Micheli
Claudio Micheli (* 17. Dezember 1970 in Samedan) ist ein ehemaliger Schweizer Eishockeyspieler, der während seiner 20-jährigen Karriere über 900 Spiele in der höchsten Liga der Schweiz, der Nationalliga A, bestritt.

## Karriere
Micheli startete seine Karriere als Eishockeyspieler beim EHC St. Moritz, wo er alle Nachwuchsstufen durchlief. Seinen ersten Profivertrag erhielt der Stürmer ebenfalls im Kanton Graubünden beim EHC Chur, der zu dieser Zeit in der Nationalliga B aktiv war. 1991 stieg er mit dem Verein in die NLA auf. Micheli blieb daraufhin noch eine Saison in Chur, ehe er zum SC Bern transferiert wurde. Mit dem EHC Chur hatte er in 136 Partien 64 Tore und 74 Assists erzielt.
In Bern erlebte Micheli eine glücklose Saison, er kam in 38 Partien nur auf 11 Punkte. So verliess er den SC Bern nach nur einer Saison wieder und unterschrieb 1993 einen Kontrakt beim Zürcher SC, für den er die nächsten zwölf Saisons absolvieren sollte. In Zürich entwickelte sich Micheli zu einem zuverlässigen Scorer, der regelmässig die 30-Punkte-Marke übertraf. Die beste Saison hatte er 1996/97, als er auf eine Punkteausbeute von insgesamt 46 Punkten kam.
Zur Saison 1999/2000 wurde er zum Kapitän der Mannschaft ernannt und konnte mit dem in der Zwischenzeit in ZSC Lions umgetauften Club den vierten Schweizer Meistertitel der Vereinsgeschichte erringen. In der folgenden Saison konnte Micheli den Titel mit seinem Team erfolgreich verteidigen. Zudem gewann er mit den Zürchern in den Jahren 2001 und 2002 den IIHF Continental Cup. 2003 verlor er sein Amt als Kapitän musste sich stattdessen mit dem Assistenzkapitän zufriedengeben. In seiner Zeit beim ZSC scorte er in 617 Partien 173 Tore und 254 Assists, gesamthaft also 427 Punkte.
Zur Saison 2005/06 zog es Micheli weiter zu den Rapperswil-Jona Lakers, für die er über drei Saisons verteilt 74 Punkte erzielte. Es folgte ein Intermezzo in der Saison 2008/09 beim HC Ambrì-Piotta, ehe er zu den GCK Lions, dem Farmteam der ZSC Lions, in die National League B wechselte. Ende Saison 2012/13 gab Micheli seinen Rücktritt vom aktiven Spitzensport bekannt.
Seit seinem Rücktritt amtet Micheli als Juniorentrainer bei den GCK Lions.

### International
Claudio Micheli lief für die U20-Eishockeynationalmannschaft an der U20-Weltmeisterschaft 1990 für die Schweiz auf. Mit dem Gewinn der B-Division stiegen die Eisgenossen in die Top-Division auf. Micheli erzielte vier Tore und acht Assist, womit er sich hinter André Rötheli als zweitbester Schweizer Scorer einreihte.
Zu seinem Debüt in der Schweizer Nationalmannschaft kam er 1995. 1997 gelang ihm mit der Mannschaft der Aufstieg in die A-Gruppe (Die Schweiz stieg als Gastgeber der A-WM automatisch auf). An der Heim-WM 1998 verpasste Micheli mit dem Schweizer Team einen Medaillengewinn knapp, man klassierte sich nach einer 0:4-Niederlage gegen Tschechien auf Platz 4. Seine letzte WM für die Schweiz bestritt er im Jahre 2000.

## Erfolge und Auszeichnungen
- 1991 Meister der NLB und Aufstieg in die NLA mit dem EHC Chur
- 2000 Schweizer Meister mit den ZSC Lions
- 2001 IIHF-Continental-Cup-Sieger mit den ZSC Lions
- 2001 Schweizer Meister mit den ZSC Lions
- 2002 IIHF-Continental-Cup-Sieger mit den ZSC Lions

### International
- 1990 Aufstieg in die A-Gruppe bei der Junioren-B-Weltmeisterschaft
- 1997 B-Weltmeister und Aufstieg in die A-Gruppe

## Karrierestatistik
(Legende zur Spielerstatistik: Sp oder GP = absolvierte Spiele; T oder G = erzielte Tore; V oder A = erzielte Assists; Pkt oder Pts = erzielte Scorerpunkte; SM oder PIM = erhaltene Strafminuten; +/− = Plus/Minus-Bilanz; PP = erzielte Überzahltore; SH = erzielte Unterzahltore; GW = erzielte Siegtore; 1 Play-downs/Relegation; Kursiv: Statistik nicht vollständig)